# Jeremy Rebek
Jeremy Rebek (Sault Sainte Marie, 8 febbraio 1976) è un ex hockeista su ghiaccio canadese naturalizzato austriaco, di ruolo difensore.

## Carriera

### Club
Rebek iniziò la propria carriera con gli Owen Sound Platers nella Ontario Hockey League, disputandovi tre campionati. Nel 1996 si trasferì in Europa, militando brevemente nelle serie inferiori tedesche e austriache. Invece l'anno successivo fece ritorno in Nordamerica con i Toledo Storm, squadra della ECHL. Seguirono diverse stagioni disputate nelle altre minors nordamericane, oltre a quattro apparizioni nella American Hockey League con i Milwaukee Admirals e i Chicago Wolves. Nel 2003 ritornò in Europa ingaggiato dagli austriaci dei Graz 99ers, rivelandosi nei tre anni di permanenza il miglior difensore della squadra per numero di punti ottenuti, ben 110 in 136 partite disputate.
Al termine della stagione 2005-06 fu chiamato dall'HC Ambrì-Piotta in Lega Nazionale A per rinforzare la formazione in vista dei playoff. Nell'estate del 2006 ritornò in Austria, vestendo per le due stagioni successive la divisa dell'EC KAC di Klagenfurt, totalizzando 105 apparizioni in campionato con 109 punti all'attivo. Nel 2008 Rebek passò al Red Bull Salisburgo, riuscendo a conquistare nella stagione 2009-10 sia il titolo nazionale che il successo in Continental Cup.
Dopo aver vestito nella stagione 2010-11 la maglia dei Vienna Capitals, Rebek l'anno successivo si trasferì in Regno Unito ingaggiato dai Belfast Giants, conquistando al termine della stagione il titolo della Elite Ice Hockey League. Dopo alcuni mesi di inattività nel gennaio del 2013 Rebek fu chiamato dall'Asiago Hockey, squadra italiana militante nella Serie A, per rinforzare la propria difesa in vista dei playoff. Al termine di quella stagione si ritirò dall'attività agonistica.

### Nazionale
Rebek dal 2005 assunse la cittadinanza austriaca, potendo così vestire la maglia della Nazionale maggiore. Al suo primo torneo ufficiale l'Austria conquistò il titolo di Prima Divisione, ripetendosi due anni più tardi nel torneo svoltosi proprio in Austria. In sei anni Rebek giocò 60 partite, con 8 reti e 13 assist all'attivo.

## Palmarès

### Club
- Campionato austriaco: 1

Salisburgo: 2009-2010
- Campionato italiano: 1

Asiago: 2012-2013
- Elite Ice Hockey League: 1

Belfast: 2011-2012
- IIHF Continental Cup: 1

Salisburgo: 2009-2010

### Nazionale
- Campionato mondiale - Prima Divisione: 2

Estonia 2006, Austria 2008

### Individuale
- Miglior difensore del Campionato mondiale - Prima Divisione: 1

Estonia 2006
- EIHL All-Star Second Team: 1

2011-2012